# Zeche Johannes Erbstollen
Die Zeche Johannes Erbstollen war ein Steinkohlebergwerk in Kruckel, einem Stadtteil des Dortmunder Stadtbezirks Hombruch.

## Geschichte
Das am Nordhang des Ardeygebirges gelegene Bergwerk wurde zwischen 1756 und 1757 mit der Verleihung der Flöze Mittgottgewagt und Johannes Erbstollen gegründet. Im Jahr 1759 folgte die Verleihung der Erbstollengerechtigkeit für einen Stollen im Brunbecketal. Im Jahre 1784 wurde der Förderbetrieb aufgenommen. 1810 erfolgte eine Konsolidation der Berechtsame zur Zeche Johannes Erbstollen. 
Nachdem 1836 die Kohlevorräte oberhalb der Stollensohle abgebaut waren, wurde die Zeche zunächst stillgelegt. Im Jahr 1850 wurden die Arbeiten mit dem Teufen eines Tiefbauschachtes erneut aufgenommen. Über eine Anschlussbahn wurden die Kohlen zur Stammstrecke Elberfeld-Dortmund  der Bergisch Märkischen Eisenbahn-Gesellschaft geliefert.
Im Jahre 1875 wurde das Bergwerk von der Zeche Vereinigte Wiendahlsbank übernommen.